# STEVE

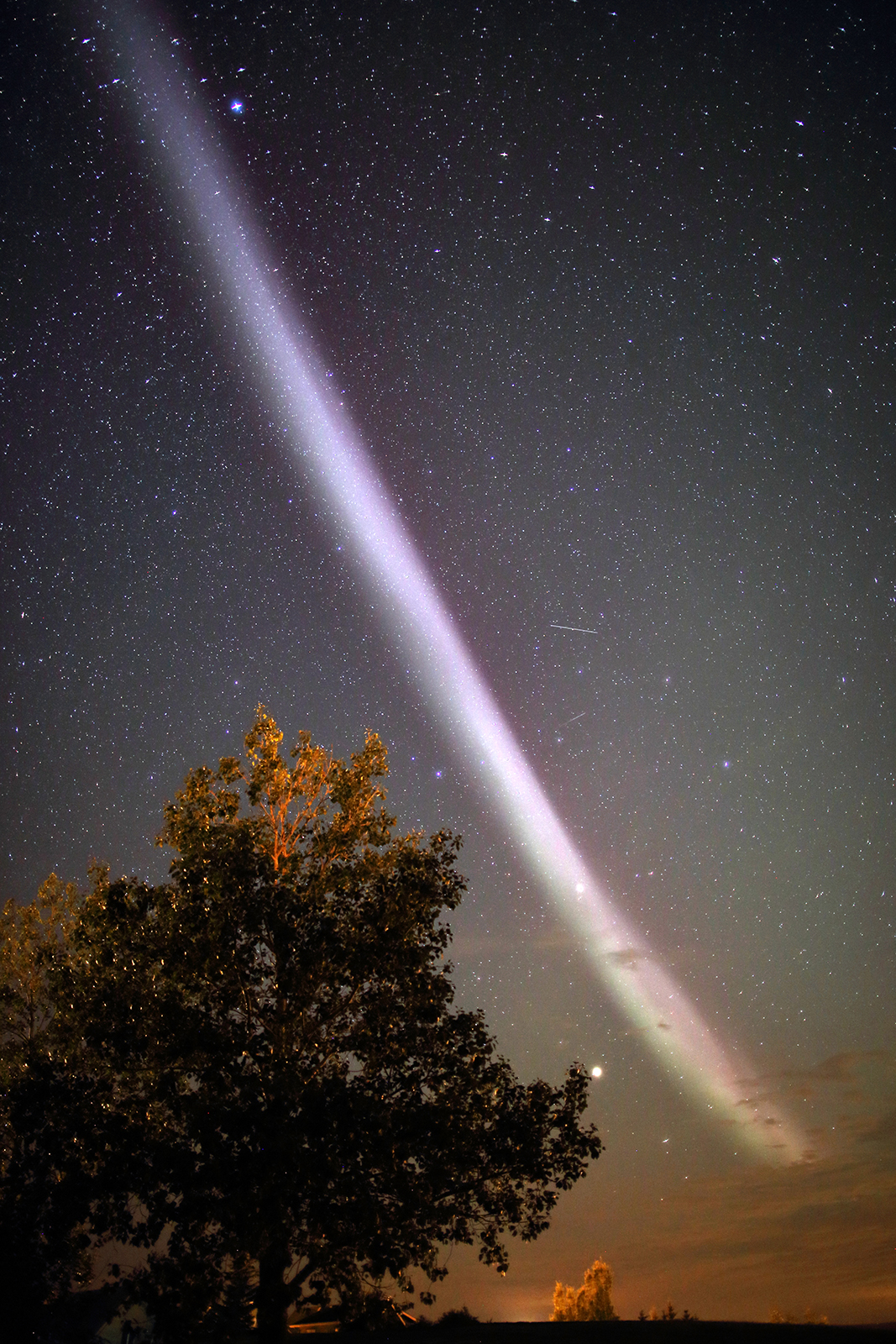
STEVE nad Little Bow Resort, Alberta, w sierpniu 2015 r.

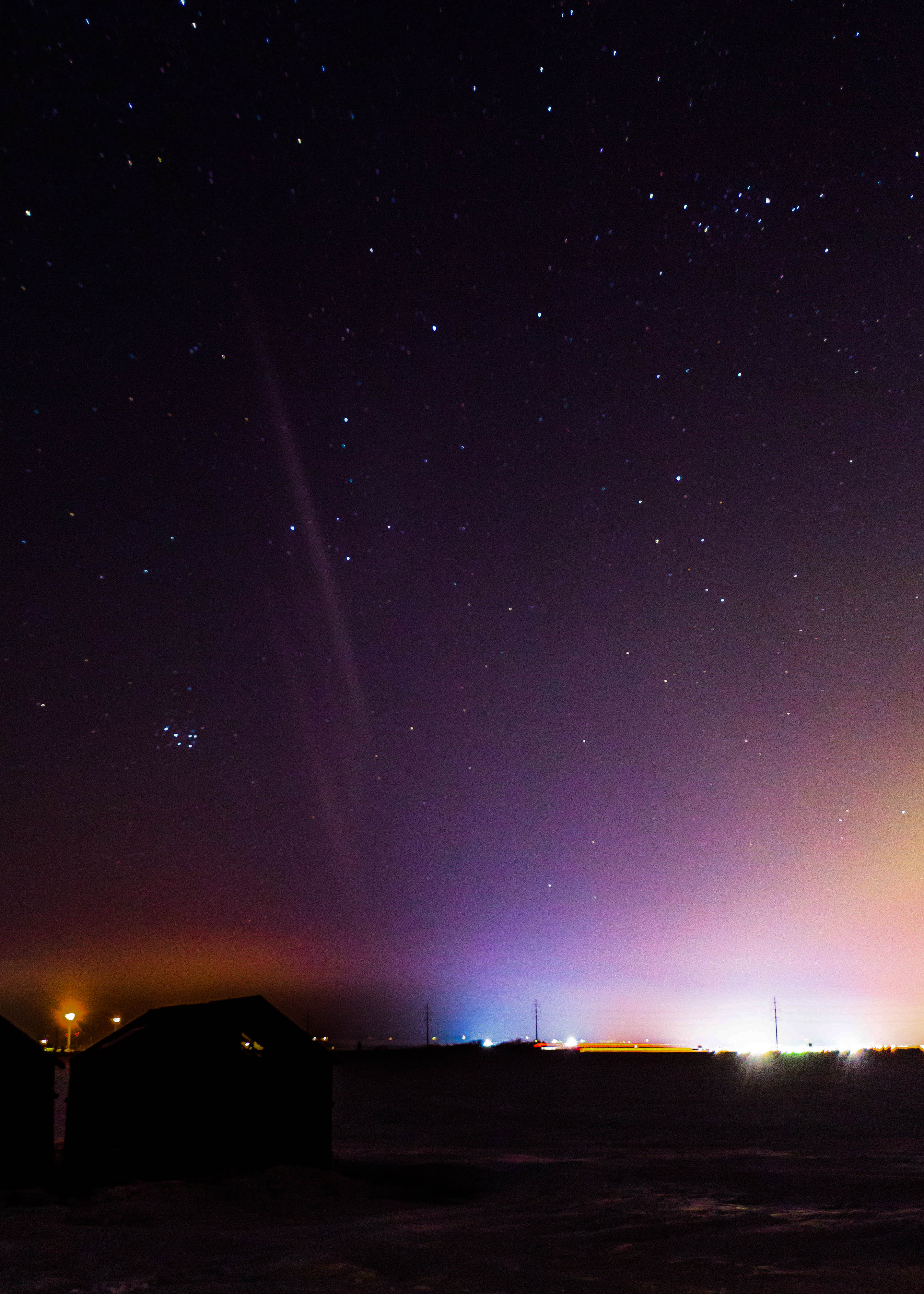
STEVE nad Crossfield, Alberta, w marcu 2018 r. (około 12:30)

STEVE – atmosferyczne zjawisko optyczne, obserwowane na nocnym niebie w postaci fioletowo-zielonej wstęgi światła. Nazwa została nadana pod koniec 2016 roku przez obserwatorów zorzy polarnej z Alberty w Kanadzie. Później przyjęto akronim wtórny, nazywając to zjawisko jako „silnym wzmocnieniem prędkości emisji termicznej (ang. Strong Thermal Emission Velocity Enhancement)”. 
Zgodnie z analizą danych satelitarnych z misji Swarm Europejskiej Agencji Kosmicznej, zjawisko to jest spowodowane przez wąską, około 25-kilometrową wstęgę gorącej plazmy, znajdującą się na wysokości około 450 kilometrów. Plazma ta osiąga temperaturę około 3000°C i porusza się z prędkością około 6 km/s, podczas gdy otaczające ją powietrze porusza się znacznie wolniej – z prędkością około 10 m/s.
Choć STEVE nie jest zjawiskiem rzadkim, wcześniej (przed 2016) nie zostało dokładnie zbadane ani opisane naukowo.
Nazwa Steve została nadana zjawisku przez jednego z obserwatorów zorzy polarnej, fotografa Chrisa Ratzlaffa i nazwiązywała do amerykańskiego filmu animowanego z 2006 r. pt. „Skok przez płot”. W tym filmie zwierzęta słowem „Steve” określały wszystko, co nieznane.
Podczas jesiennego spotkania Amerykańskiej Unii Geofizycznej w grudniu 2016 r. Robert Lysak zasugerował rozwinięcie słowa „Steve" w postaci akronimu wtórnego, który oznaczałby „silne zwiększenie prędkości emisji termicznej” (Strong Thermal Emission Velocity Enhancement). Skrótowiec „STEVE” został przyjęty przez zespół badający to zjawisko w Centrum Lotów Kosmicznych im. Goddarda NASA.